# 朱色1号
朱色1号（日语：朱色1号）是一種由日本國有鐵道制定的顏色。

## 概要
通常被稱為「橙朱紅色」，乘客信息中稱為「橙色列車」時，通常是指這種顏色的列車。
它首次於1957年出現，採用於101系，被用作中央快速線的代表顏色。初次出現時，它設置為“1YR 5.5/9.5”，但由於褪色之類的現象，後來於1963年左右設置為“0.5YR 5.3/8.8”。
在關西地區，它被用作大阪環狀線．櫻島線和片町線的車體顏色，而在廣島和下關地區引入的105系也使用這種顏色。
國鐵分割民營化後，這些顏色繼續沿用至今。
另外，該顏色基本上用作車身的底色，在國鐵時代幾乎沒有用作色帶顏色。

## 使用車輛
- 日本國鐵72系電力動車組（阪和線・片町線）
- 日本國鐵101系電力動車組（中央線快速、青梅・五日市線、武蔵野線、大阪環狀線、櫻島線、片町線等）
- 日本國鐵103系電力動車組（同上）
- 日本國鐵201系電力動車組（同上）
- 日本國鐵105系電力動車組（可部線・宇部線・小野田線用車）
- 日本國鐵205系電力動車組（武蔵野線、南武線的色帶色）
- JR東日本209系電力動車組（武蔵野線用500番台、中央線快速用1000番台）
- JR東日本E231系電力動車組（武蔵野線）
- JR東日本E233系電力動車組（中央線快速、青梅・五日市線的0番台、南武線的8000番台）
- JR西日本323系電力動車組（大阪環狀線．櫻島線）
- JR東日本651系電力動車組（草津（日语：草津 (列車)）、赤城（日语：あかぎ (列車)）用的1000番台側面帶）

## 近似色
- 淡黃色
- 朱色3号
- 朱色5号